# مورفولین
مورفولین (به انگلیسی: Morpholine) با فرمول شیمیایی C4H9NO یک ترکیب شیمیایی است. که جرم مولی آن 87.1 g/mol می‌باشد. شکل ظاهری این ترکیب، مایع بی‌رنگ است.

## سنتز
مورفولین اغلب به صورت صنعتی از آبزدایی دی‌اتانول‌آمین توسط سولفوریک اسید تولید می‌شود: